# Esteban Pérez (baloncestista)
Esteban Pérez (Rosario, Argentina, 26 de marzo de 1966) es un ex-baloncestista argentino que con un total de 12.169 puntos es uno de los máximos anotadores de la historia de la LNB. Integró la selección de baloncesto de su país, participando, entre otros torneos, del Campeonato Mundial de Baloncesto de 1994 y de los Juegos Olímpicos de Atlanta 1996. En 1990 protagonizó un escándalo en España mientras actuaba en el Júver Murcia, luego de que fuese denunciado por tener una carta de ciudadanía obtenida de modo fraudulento que le permitía jugar como nacionalizado. 

## Biografía

### Primera etapa en Argentina
Siendo hijo del baloncestista Evaristo Pérez -quien llegó a jugar en la selección de Argentina-, se interesó por el deporte desde muy pequeño. Aprendió lo fundamental del baloncesto en el club Argentino de Pergamino. Jugando con el seleccionado de baloncesto de Pergamino fue observado por reclutadores de Olimpo de Bahía Blanca, que le ofrecieron incorporarse al club para completar allí su formación como baloncestista y perfilarse como futuro profesional. 
Debutó en la Liga Nacional de Básquet en 1985. Se destacó como anotador, alcanzando un promedio de 13.6 puntos por partido que hacia la tercera temporada había incrementado a 19.9. Para la temporada 1988 de la LNB abandonó a Olimpo con el fin de unirse a Estudiantes de Bahía Blanca. En ese campeonato terminó con un promedio de 20.7 puntos por partido, lo que motivó que varios clubes europeos se fijaran en él. 

### Experiencia en España
En 1989 arribó a España fichado por el Júver Murcia, equipo que pertenecía a la Primera División B. Jugando en un excelente nivel durante toda la temporada, su actuación fue determinante para que el equipo alcanzara la final por el ascenso a la ACB contra el Obradoiro. En esa ocasión los murcianos se impusieron ante los gallegos, consiguiendo así su objetivo. 
Sin embargo dirigentes del Obradoiro denunciaron que el ascenso del Murcia debía anularse por haber ido en contra del reglamento, pues el equipo, al contar a Pérez como nacionalizado, había incluido más extranjeros de los permitidos por plantel. Ello produjo una investigación donde se comprobó que, en efecto, el jugador argentino había recurrido a un ardid ilegal para obtener la ciudadanía española: siendo nieto de españoles inició los trámites de nacionalización fingiendo ser hijo de españoles, utilizando los documentos de otra persona que tenía su mismo nombre y edad. El episodio desencadenó un pleito judicial por parte del Obradoiro que duró varios años, y que incluyó, entre otras cosas, una condena a prisión en suspenso por dos años contra Pérez en 1993, bajo la imputación de haber falsificado documentación pública.

### Segunda etapa en Argentina
Imposibilitado de jugar en España a raíz de todo el escándalo suscitado por su documentación apócrifa, regresó a su país con la temporada ya iniciada. Luego de varios meses de inactividad, aceptó la oferta de sumarse a Petrolero Argentino, un club de la localidad de Plaza Huincul que participaba del torneo de tercera división.
Para la temporada 1991-92 regresó a Olimpo de Bahía Blanca. Su promedio de 20.7 puntos por partido demostró que, pese a todos los percances, no había perdido su nivel en el juego.
Entre 1992 y 1994 fue parte del plantel de GEPU, equipo que conquistó la Liga Nacional de Básquet en las finales de 1993, imponiéndose ante Atenas de Córdoba.
Fichó luego con el club marplatense Peñarol, donde permanecería por tres temporadas. Fue uno de los líderes que llevó al equipo a la final del Campeonato Panamericano de Clubes de 1995, la cual perdieron ante los brasileños del Rio Claro. 

### Breve retorno a España
En marzo de 1997 acordó su incorporación al CB Murcia para jugar el tramo final de la temporada e intentar evitar el descenso a la LEB. De todos modos, pese a su esfuerzo, su misión fracasó y decidió emprender nuevamente el regreso a su país. 

### Tercera etapa en Argentina
Pérez volvió a Mar del Plata pero fue fichado por Quilmes, el gran rival de Peñarol. Ese año su promedio de anotación fue de 16.8 por partido, pero no sirvió para mantener al club en la máxima categoría del baloncesto argentino. A las siguientes temporadas las disputó con Libertad de Sunchales, Olimpia de Venado Tuerto (con el que volvió a experimentar el descenso) y Estudiantes de Bahía Blanca.
En 2001 fichó nuevamente con Libertad. En ese equipo asumió un rol secundario, promediando muchos menos minutos por partido de los que había promediado en las temporadas anteriores. Aun así aportó su experiencia en la conquista que el club hizo de la Liga Sudamericana de Clubes 2002, como también del Torneo Top 4 de 2002.

### Últimos años como profesional
Con 38 años, Pérez anunció su retiro del baloncesto profesional. De todos modos, su carrera no terminó allí, ya que siguió compitiendo en torneos amateurs con el Club Atlético Alba Argentina de la Asociación Cañadense de Básquet.
A principios de 2011, luego de que se instalara el rumor que Pérez ficharía con El Nacional Monte Hermoso, el alero se incorporó a Hispano Americano para jugar los playoffs de la Liga B, la tercera categoría del baloncesto profesional argentino. Aunque hubo mucha expectativa en Río Gallegos, el equipo falló al momento de conseguir el ascenso. 
Un año después nuevamente Pérez, ya próximo a cumplir los 46 años, se reincorporó a Hispano Americano para jugar el tramo final del Torneo Federal de Básquetbol y lograr el tan ansiado ascenso a la siguiente categoría (objetivo que finalmente no se cumplió).

## Selección nacional
Pérez jugó tanto con el seleccionado juvenil como con el seleccionado mayor de baloncesto de Argentina. 
Su máximos logros con el equipo nacional fueron la conquista del Campeonato Sudamericano de Baloncesto de 1987 y la obtención de la medalla de oro en el torneo de baloncesto de los Juegos Panamericanos de 1995. 
También integró el equipo que disputó los Juegos Olímpicos de Atlanta 1996, el cual, si bien terminaría en la 9° ubicación del certamen, le mostraría al mundo el potencial del baloncesto argentino. 